# Cacho Tirao
Oscar Emilio Tirao mais conhecido como Cacho Tirao (Berazategui, Província de Buenos Aires, 5 de abril de 1941 - La Plata, 30 de maio de 2007) foi um violonista e compositor de música argentino.
Integrou por vários anos o quinteto de Astor Piazzola.